# Self Control (álbum)
Self Control es el tercer álbum de estudio de la cantante estadounidense Laura Branigan, editado el 1 de abril de 1984 por Atlantic Records. El álbum alcanzó el puesto número 23 en el US Billboard 200 y ha sido certificado platino por la Recording Industry Association of America (RIAA). Internacionalmente, alcanzó el top cinco en varios países de Europa continental.
Se extrajeron cuatro sencillos del álbum, incluida la versión de Branigan de «Self Control» de Raf, que fue un éxito comercial, llegando al número cuatro en el US Billboard Hot 100 y encabezando las listas en Canadá y varios países europeos. Además, «The Lucky One» alcanzó el puesto número 20 en el Billboard Hot 100, mientras que su versión de «Ti amo» de Umberto Tozzi llegó al número dos en Australia y al número cinco en Canadá.
Una edición remasterizada y ampliada de Self Control fue editada el 25 de abril de 2013 por Gold Legion, que incluye remixes de «The Lucky One» y «Satisfaction», así como la versión larga de «Self Control».

## Lista de canciones
1. «The Lucky One» (Bruce Roberts) – 4:10
2. «Self Control» (Giancarlo Bigazzi, Steve Piccolo, Raffaele Riefoli) – 4:08
3. «Ti Amo» (Giancarlo Bigazzi, Umberto Tozzi, Diane Warren) – 4:18
4. «Heart» (Marie Cain, Warren Hartman) – 4:08
5. «Will You Still Love Me Tomorrow» (Gerry Goffin, Carole King) – 3:26
6. «Satisfaction» (Bernd Dietrich, Gerd Grabowski, Engelbert Simons, Mark Spiro, Diane Warren) – 3:56
7. «Silent Partners» (Diane Warren & The Doctor) – 4:10
8. «Breaking Out» (Diane Warren & The Doctor) – 3:50
9. «Take Me» (Steve Kipner, John Parker) – 3:43
10. "«ith Every Beat of My Heart» (Jamie Kaleth, Bob Mitchell) – 4:12

## Personal
- Laura Branigan – Vocalista
- Beth Anderson – Voz, Coros
- Robbie Buchanan – Sintetizador, Piano
- Bill Champlin – Voz, Coros
- Joe Chemay – Voz, Coros
- Nathan East – Bajo
- Harold Faltermeyer – Sintetizador
- Tommy Funderburk – Voz, Coros
- Steve George – Voz, Coros
- Jim Haas – Coros
- Dann Huff – Guitarra
- Paul Jackson Jr. – Guitarra
- Gary Cook Bykov - Voz
- Jon Joyce – Voz, Coros
- Tom Kelly – Voz, Coros
- Michael Landau – Guitarra
- Richard Page – Voz, Coros
- Cesar Garcia – Voz, Coros
- Bartholomew DeVoygeur – Voz, Coros
- Myrdyn Gaad – Voz, Coros
- Joe Pizzulo – Voz, Coros
- John "J.R." Robinson – Tambores
- Carlos Vega – Tambores
- Larry Williams - Saxofón

## Producción
- Productores: Robbie Buchanan, Jack White
- Grabado en: Image Recording Inc. (Los Ángeles, California), Music Grinder (Los Ángeles, California), y Arco Studios (Munich, Alemania)

## Posicionamiento
Álbum
| Año  | Listas            | Posición | Certificación |
| ---- | ----------------- | -------- | ------------- |
| 1984 | Switzerland       | 2        | Gold          |
| 1984 | Norway            | 3        | Gold          |
| 1984 | Sweden            | 5        | Gold          |
| 1984 | Canadá            | 12       | Platinum      |
| 1984 | UK                | 16       | Silver        |
| 1984 | Austria           | 16       | ?             |
| 1984 | The Billboard 200 | 23       | Platinum      |
| 1984 | Finland           | ?        | Gold          |

Sencillos
| Año  | Sencillo        | Listas                | Posición |
| ---- | --------------- | --------------------- | -------- |
| 1984 | "Self Control"  | The Billboard Hot 100 | 4        |
| 1984 | "Self Control"  | Dance/Disco           | 2        |
| 1984 | "Self Control"  | Adult Contemporary    | 5        |
| 1984 | "The Lucky One" | The Billboard Hot 100 | 20       |
| 1984 | "The Lucky One" | Dance/Disco           | 10       |
| 1984 | "The Lucky One" | Adult Contemporary    | 13       |
| 1984 | "Ti Amo"        | The Billboard Hot 100 | 55       |
| 1984 | "Ti Amo"        | Adult Contemporary    | 22       |
| 1984 | "Satisfaction"  | Dance/Disco           | 24       |

## Curiosidades
- El cantante puertorriqueño Ricky Martin realizó en 1993 una versión de Self Control titulada ¿Qué día es hoy?.
- La canción se utilizó para el tráiler del décimo aniversario del videojuego Grand Theft Auto: Vice City, que se editó para iOS y Android.
- La canción también se utilizó en la banda sonora de Grand Theft Auto: Vice City en la radio ficticia "Flash FM", convirtiéndose de este modo en un icono cultural de la franquicia.